# Le Vicomte pourfendu
 (mai 2021).
Si vous disposez d'ouvrages ou d'articles de référence ou si vous connaissez des sites web de qualité traitant du thème abordé ici, merci de compléter l'article en donnant les références utiles à sa vérifiabilité et en les liant à la section « Notes et références ».
Le Vicomte pourfendu (Il visconte dimezzato) est un conte  d'Italo Calvino écrit de juin à septembre 1951 et paru en 1952. Il est le premier roman de la « trilogie héraldique » (trilogia araldica), intitulée Nos Ancêtres (I nostri antenati), dont les volumes suivants sont Le Baron perché (1957) et Le Chevalier inexistant (1959).

## Résumé
Le vicomte génois Médardo de Terralba et son écuyer Curzio, en route pour rejoindre l'armée du Saint-Empire romain germanique en guerre contre les Turcs, au XVIIIe siècle, chevauchent à travers la plaine de Bohême ravagée par la peste. Le premier jour de combat, le vicomte inexpérimenté est désarçonné par un guerrier turc mais, téméraire, il affronte les canons de face, armé de son seul sabre, et est frappé par un obus. À l'issue de la bataille, il ne reste qu'une moitié du vicomte (la droite).
De retour à Terralba, Médardo est devenu mauvais : il est impitoyable, refuse de voir son père qui meurt dans la volière où il résidait, il est destructeur et coupe tout en deux, il est cruel et multiplie les condamnations à mort, il est sadique et tente à plusieurs reprises de tuer son neveu. C'est la nourrice Sébastianna qui pose le diagnostic : « C'est la mauvaise moitié de Médardo qui est revenue. » (chap. IV). On découvre les habitants fantaisistes de Terralba en même temps que la menace sous laquelle ils vivent : Maître Pierreclou, qui construit pour son maître autant de potences que d'objets qui l'aident à compenser son handicap ; le narrateur, qui suit le docteur anglais Trelawney dans ses explorations « scientifiques » ; la nourrice, qui se révèle être meilleur médecin que le docteur, exilée par Médardo chez des lépreux qui s'amusent ; le fils du rigide chef de la communauté huguenote, doté de tous les vices. L'artisan, le savant, le marginal, le religieux, tous se soumettent à Médardo.
Médardo tombe amoureux de Paméla, une bergère plutôt « rustique », mais très sympathique et pleine de bon sens (chap. VI). Elle mesure la menace que les propositions du vicomte lui font courir et comme elle ne peut compter sur ses parents pour l'aider, elle se cache avec l'aide du narrateur. Un incident annonciateur intervient alors : le vicomte ressent de la fatigue dans la jambe qui lui manque, il s'en ouvre à Trelawney qui, pour la première fois, semble s'intéresser à un problème médical (chap. VI). Le narrateur est heureux, car il retrouve Sébastiana qui ne risque pas d'attraper la lèpre. Mais chacun est interloqué : beaucoup d'actions commises par Médardo sont contradictoires, certaines révélant une profonde méchanceté, d'autres une extrême bonté. C'est Paméla qui donne la solution : « Vous, vous êtes l'autre moitié, qu'on croyait disparue à la guerre et qui est revenue. Et c'est une bonne moitié. » (chap. VII).
Cependant, ironiquement, le Bon (la moitié gauche) s'avère être aussi redoutable que l'Infortuné (chap. IX). Heureusement, le jour du mariage prévu avec Paméla, les deux moitiés s'affrontent, se blessent et le docteur Trelawney est en mesure de reconstituer Médardo qui redevient « ni méchant ni bon » et mène une vie heureuse. Le capitaine Cook embarque Trelawney, laissant le narrateur « dans notre monde rempli de responsabilités et de feux follets » (chap. X).

## Personnages
- Médardo, vicomte de Terralba, chevalier génois, et ses deux moitiés, nommées l'Infortuné et le Bon à partir du chapitre VII.
- Le narrateur,nommé Martin orphelin neveu de Médardo. C'est un enfant de sept-huit ans au moment des faits.
- Curzio, écuyer de Médardo dévoué et pourvu de bon sens (chap. I et II).
- Aiolfo, père de Médardo et grand-père du narrateur (chap. VIII).
- Sébastiana, nourrice dévouée de tous les Terralbas.
- Maître Pierreclou, artisan habile capable de tout fabriquer, que ce soit des potences artisanales ou bien des béquilles pour les unijambistes.
- Docteur Trelawney, médecin anglais qui déteste soigner, c'est un scientifique qui pourchasse les feux follets.
- Galatéo, lépreux (la communauté des lépreux est à Préchampignon).
- Ézéchiel, chef de la communauté huguenote.
- Esaü, fils d'Ézéchiel, un vrai voyou. il ne respecte pas ses parents et les défie en accomplissant toutes les bêtises possibles et contre la religion.
- Paméla, une jeune et pauvre paysanne aimant la vie, de laquelle Médardo tombera amoureux.

## Analyse
Ce conte philosophique raconte l'histoire d'un chevalier génois coupé en deux par un boulet de canon lors d'une bataille contre les Turcs. Les deux moitiés de cet homme, du nom de Médardo de Terralba, continuent de vivre chacune de leur côté, l'une prônant et faisant le bien, l'autre semant la terreur et détruisant tout derrière elle. Le Vicomte pourfendu peut être vu comme un apologue dont la morale est que la vertu comme la perversité absolue sont également inhumaines. Cette morale montre l'équilibre entre le bien et le mal.

## Influences
En plus des références au Candide de Voltaire (narrateur naïf, conte philosophique, action située au XVIIIe siècle), Calvino a certainement voulu également rendre hommage à L'Île au trésor, de Stevenson, dont l'action se situe également au XVIIIe siècle et dont un des personnages principaux s'appelle Trelawney. De plus, ce personnage est suivi dans l'expédition qu'il organise par le narrateur qui est également un jeune garçon. Le nom de Paméla est également certainement une référence au roman anglais du XVIIIe siècle Paméla ou la Vertu récompensée.

## Éditions
- Il visconte dimezzato, Turin, Einaudi, 1952.
- Le Vicomte pourfendu, (traduction de Juliette Bertrand), Paris, Éditions Albin Michel, 1955.
- Le Vicomte pourfendu, (traduction de Juliette Bertrand, revue par Michel Fusco), dans Nos ancêtres, Paris, Éditions du Seuil, 2001.
- Le Vicomte pourfendu, (traduction de Juliette Bertrand), Magnard, 2005.
- Le Vicomte pourfendu (traduction de Martin Rueff), folio Gallimard.